# Omanski zaljev
Omanski zaljev (poznat kao i Omansko more ili Makranov zaljev) zapravo je morski prolaz (a ne zaljev) koji spaja Perzijski zaljev s Arapskim morem (dio Indijskog oceana), a nalazi se između država UAE i Omana na jugozapadu Arapskog poluotoka te Irana i Pakistana na sjeveru. Dubina mora kreće se do 2500 m. Na sjeverozapadu zaljeva nalazi se Hormuški tjesnac, strateški važan za protok 40 % svjetske nafte koja se crpi uz obale Perzijskog zaljeva.

## Granice
Granice Omanskog zaljeva Međunarodna hidrografska organizacija (IHO) određuje sljedećim linijama:
- Zapad – istočna granica Perzijskog zaljeva odnosno linija između Ras-Lime (25°57'N) na južnoj (omanskoj) obali i Ras-Kuha (25°48'N) na sjevernoj (iranskoj) obali
- Istok – zapadna granica Arapskog mora odnosno linija između Ras al-Hadda na istoku Arabije (22°32'N) i Ras-Džijunija na obali Pakistana (61°43'E)

## Poveznice
- Perzijski zaljev
- Hormuški tjesnac
- Arapsko more
- Indijski ocean

## Vanjske poveznice
- Omansko ministarstvo vanjskih poslova Omani Ministry of Foreign Affairs  Arhivirana inačica izvorne stranice od 7. veljače 2006. (Wayback Machine)

Sestrinski projekti
|  | Zajednički poslužitelj ima još gradiva o temi Omanski zaljev |